# آلکسیوس چهارم
آلکسیوس چهارم با آلکسیوس چهارم آنجلوس(به یونانی: Αλέξιος Δ' Άγγελος)(به انگلیسی: Alexios IV Angelos) (درگذشتهٔ ۸ فوریه ۱۲۰۴) امپراتور روم شرقی (بیزانس) از ۱۲۰۳ تا ۱۲۰۴ بود. او در زمان چهارمین جنگ صلیبی توانست با استفاده از شرایط پیش آمده بار دیگر به جایگاهش به‌عنوان امپراتور باز گردد اما دیری نپایید که به‌دنبال کودتایی در کاخ از قدرت برکنار و اعدام گردید.

## زندگینامه
آلکسیوس چهارم پسر ایزاک (اسحاق) دوم، امپراتور وقت بیزانس بود. در ۱۱۹۵ آلکسیوس سوم، برادر ایزاک دوم از سوی سپاهیانش به امپراتوری رسید. او ایزاک را دستگیر و چشمانش را کور نمود و سپس او را همراه با پسرش آلکسیوس زندانی کرد. اما آلکسیوس در ۱۲۰۱ موفق به فرار شد و به خواهر و شوهر خواهرش فیلیپ در آلمان پیوست. در آنجا او با دادن وعدهٔ تقبل هزینه‌ها، تدارکات و سرباز برای فتح مصر، تأمین ۵۰۰ شوالیهٔ حاضر در سرزمین مقدس و فرمانبرداری کلیسای بیزانس از کلیسای کاتولیک روم توانست فیلیپ، بونیفیس مونتفرات، فرماندهٔ صلیبیون و متحدان ونیزیشان را مجاب نماید تا با کشاندن چهارمین جنگ صلیبی به قسطنطنیه بار دیگر او و پدرش را به امپراتوری مشترک بیزانس بازگردانند.
نقشهٔ آلکسیوس چهارم در ۱۲۰۳ به نتیجه رسید و او و پدرش بار دیگر قدرت را در دست گرفتند. با این حال آنها در پرداخت بدهی‌های خود به امپراتوری غربی و متحد کردن هر دو کلیسا ناتوان بودند. از سوی دیگر اعمال مالیات‌های سنگین بر مردم و رفتار گستاخانهٔ صلیبیون حاضر در قسطنطنیه به شورشی مردمی انجامید که رهبری آن را الکسیوس دوکاس مورتزوفلوس، داماد آلکسیوس سوم برعهده داشت.
آلکسیوس دوکاس مورتزوفلوس در ژانویهٔ ۱۲۰۴ خود را امپراتور آلکسیوس پنجم خواند و آلکسیوس چهارم و پدرش را از قدرت خلع و زندانی نمود. آلکسیوس چهارم را در ۸ فوریهٔ همان سال به فرمان امپراتور جدید خفه کردند و پدرش ایزاک نیز تنها چند روز پس از او در زندان درگذشت.